# Хиракава, Рэй
Рэй Хиракава (яп. 平川 怜 Хиракава Рэй, родился 20 апреля 2000, Тёфу) — японский футболист, полузащитник клуба «Токио», выступающий на правах аренды за клуб «Мацумото Ямага».

## Клубная карьера
Уроженец Тёфу, префектура Токио, Рэй Хиракава с 2015 года выступал за юношеские команды местного футбольного клуба «Токио». 30 октября 2016 года дебютировал за команду «Токио» до 23 лет в матче 27-го раунда Третьей Джей-лиги против клуба «Сагамихара». В октябре 2017 года Хиракава был включён в список 60 «лучших молодых талантов мирового футбола», составленный британской газетой «Гардиан».
В ноябре 2017 года Рэй Хиракава и Такэфуса Кубо были включены в основной состав клуба «Токио». 18 ноября 2017 года Хиракава дебютировал в основном составе клуба «Токио» в матче высшего дивизиона Джей-лиги против «Саган Тосу».

## Карьера в сборной
В 2017 году в составе сборной Японии до 17 лет принял участие в чемпионате мира для игроков до 17 лет.